# A cidade das mulheres
A cidade das mulheres es una película del año 2005.

## Sinopsis
Cuenta la historia del candomblé (religión que rinde culto a los Orixás) en Bahía, a través del testimonio de Mãe Estela y de la historia de su vida, discutiendo el matriarcado, la fuerza de las mujeres y del sincretismo en Brasil. El título del documental está tomado del libro The City of Women (1939), de la antropóloga americana Ruth Landes.

## Premios
- XXXII Jornada Internacional de Cinema de Bahía, 2005